# Giovanni Colonna
Giovanni Colonna (Roma, c. 1456 - ib, 26 de septiembre de 1508) fue un eclesiástico italiano. 

## Vida
Hijo de Antonio Colonna y de su tercera esposa Imperiale Colonna, sobrino del cardenal Prospero Colonna y hermano del condottiero del mismo nombre, era protonotario apostólico cuando el papa Sixto IV le creó cardenal de Santa Maria in Aquiro en el consistorio de 1480, y poco después le concedió la administración de la diócesis de Rieti. 
Como tal participó en los cónclaves de 1484 y 1492 en que fueron elegidos papas Inocencio VIII y Alejandro VI, y como protodiácono en los de septiembre y octubre en que lo fueron Pío III y Julio II. Fue abad Subiaco y Grottaferrata, arcipreste de San Juan de Letrán y legado en Perugia.
Fallecido en Roma en 1508 con cerca de 52 años de edad, fue sepultado en la Basílica de los Santos Apóstoles. Su sobrino Pompeo le sucedió en el obispado de Rieti. 